# Pierre Deniger
Pierre Deniger B.A., LL.L. (16 octobre 1947-13 avril 1992) est un homme d'affaires, avocat et homme politique fédéral, provincial du Québec.

## Biographie
Né à Longueuil dans la région de la Montérégie, M. Deniger devint député du Parti libéral du Canada dans la circonscription fédérale de Laprairie. Réélu en 1980, il est défait dans La Prairie en 1984 et en 1988 par le progressiste-conservateur Fernand Jourdenais.